# Mesaptilotus pollinosus
Mesaptilotus pollinosus är en tvåvingeart som beskrevs av Richards 1951. Mesaptilotus pollinosus ingår i släktet Mesaptilotus och familjen hoppflugor.
Artens utbredningsområde är Kongo. Inga underarter finns listade i Catalogue of Life.